# Joe Donnelly
Joseph Simon "Joe" Donnelly, född 29 september 1955 i Massapequa, New York, är en amerikansk demokratisk politiker och diplomat. Han var USA:s ambassadör vid Heliga stolen från april 2022 till juli 2024. Han representerade delstaten Indiana i USA:s senat från 2013 till 2019. Han representerade Indianas andra distrikt i USA:s representanthus 2007–2013.
Donnelly studerade vid University of Notre Dame. Han avlade 1977 grundexamen och 1981 juristexamen. Han arbetade sedan som advokat och som affärsman.
Donnelly besegrade sittande kongressledamoten Chris Chocola i mellanårsvalet i USA 2006. Han efterträdde Chocola i representanthuset i januari 2007.
I november 2018 besegrades Donnelly av republikanen Mike Braun.

## USA:s senat
Den 6 november 2012 vann Donnelly senatsvalet i Indiana med 50 procent av omröstningen, mot republikanen Richard Mourdock som fick 44 procent av rösterna.

### Senatsvalet i Indiana 2018
Joe Donnelly ställde upp i omval år 2018 för en andra mandatperiod som senator. Primärvalet för båda partier var den 8 maj 2018. Senatsvalet i Indiana har beskrivits av Politico som: "möjligen republikanernas bästa möjlighet att fånga ett senatsäte från demokraterna" i valet 2018.
Donnelly vann lätt den demokratiska nomineringen med 100 procent av rösterna eftersom han inte hade några utmanare, och mötte republikanen Mike Braun. Braun vann valet.

## Politiska positioner
Donnelly anses vara en moderat eller konservativ demokrat som "ibland trotsar sitt part i frågor som abort, försvarsutgifter och miljö." Enligt Politico, "Donnelly är ständigt envis av republikaner som syftar till att avsätta honom" samtidigt som han står inför "missnöjda demokrater som tycker att han är alldeles för konservativ." Under 2013 gav National Journal Donnelly ett sammansatt poäng på 48 procent liberal. Enligt Five ThirtyEight, som spårar kongressens röster, har Donnelly röstat med president Donald Trumps position 54,2 procent av tiden. Enligt GovTrack är Donnelly den näst mest moderata demokraten, efter Joe Manchin och till höger om den republikanska senatorn Susan Collins.
Han stödjer progressiv beskattning och organiserad arbetskraft, men är motståndare till abort, även i fall av våldtäkt, under sin kampanj 2012.

## Privatliv

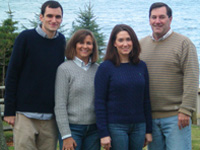
Donnelly med sin maka och deras två barn.

Donnelly träffade sin maka Jill, samtidigt som han gick på University of Notre Dame; de två gifte sig år 1979. Paret har två barn. Från och med 2013 var Donnelly den 74:e rikaste medlemmen av amerikanska senaten, med en beräknad nettoförmögenhet på 781 504 dollar.